# سيتشوايو كامباندي
سيتشوايو كامباندي كان ملك لمملكة الزولو وقائدها خلال حرب الأنجلو-زولو في 1879، توفي عام 1884.